# Buława (szczyt)
Buława (niem. Keuligeberg, 877 m n.p.m.) – szczyt w Karkonoszach w obrębie Kowarskiego Grzbietu.
Buława to charakterystyczny, izolowany szczyt położony na zachodnim krańcu Kowarskiego Grzbietu, na zachodnim zboczu Skalnego Stołu, nad Sowią Doliną.
Zbudowany ze skał metamorficznych wschodniej osłony granitu karkonoskiego – różnych odmian łupków łyszczykowych, w tym łupków z granatami.

## Szlaki turystyczne
U stóp Buławy dnem Sowiej Doliny przechodzi szlak turystyczny:
- prowadzący z Karpacza na Przełęcz Sowią.